# Штехов, Вольфганг
Вольфганг Штехов (нем. Wolfgang Stechow), полное имя Вольфганг Фердинанд Эрнст Гюнтер Штехов (нем. Wolfgang Ferdinand Ernst Günther Stechow; 5 июня 1896, Киль, Германская империя — 12 октября 1974, Принстон, Нью-Джерси, США) — немецкий и американский искусствовед и музейный работник, профессор, автор ряда книг по истории искусства.

## Биография
Вольфганг Штехов родился 5 июня 1896 года в Киле, в семье адвоката и музыканта Вальдемара Штехова (Waldemar Stechow) и музыканта Берты Дойчманн Штехов (Berta Deutschmann Stechow). Он учился в гуманитарной гимназии в Гёттингене, а затем — во Фрайбургском университете.
После начала Первой мировой войны он воевал добровольцем в германской армии, в 1915 году был взят в плен и провёл два года в лагере для военнопленных в Сибири. После этого он возвратился в Гёттинген, где продолжил своё образование, а в 1921 году получил докторскую степень за исследования по истории искусства Северного Возрождения и барокко.
После этого Вольфганг Штехов работал ассистентом в Музее кайзера Фридриха (1921—1922), а затем в Гааге (1922—1923) и в Институте истории искусства Гёттингенского университета (1923). В 1926 году он стал хабилитированным доктором, защитив диссертацию о нидерландском маньеризме. С 1926 года он преподавал в Гёттингенском университете в должности приват-доцента, а с 1931 года — в качестве экстраординарного профессора.
16 декабря 1932 года Штехов женился на Урсуле Хофф (Ursula Hoff), которая изучала в Гёттингенском университете медицину, а также играла на скрипке в университетском оркестре, дирижёром которого был Вольфганг Штехов. Впоследствии у них было трое детей — сын и две дочери. 
Из-за своего еврейского происхождения Вольфганг Штехов был в 1936 году уволен из университета. В это время продолжал работу над книгой о творчестве Саломона ван Рёйсдала. В 1938 году Штехов был вынужден эмигрировать в США, где он получил должность ассистент-профессора в Висконсинском университете в Мадисоне (по другим данным, он переехал в США в 1936 году). 
В 1940 году Вольфганг Штехов получил должность профессора изящных искусств в Оберлинском колледже, расположенном в городе Оберлин (штат Огайо). Он проработал там до своего выхода на пенсию в 1963 году, после чего стал почётным профессором этого колледжа. 
С 1964 года Штехов работал советником и куратором в Художественном музее Кливленда. Он также продолжал преподавательскую деятельность, в частности, читал лекции в Принстонском университете. 
Вольфганг Штехов скончался в Принстоне 12 декабря 1974 года и был похоронен на кладбище Уэствуд (англ. Westwood Cemetery) в Оберлине. Там же впоследствии была похоронена его жена Урсула Хофф Штехов (1911—2008). 
Вольфганг Штехов — автор более 200 статей, а также ряда книг, посвящённых истории искусства, в том числе творчеству художников Питера Брейгеля Старшего, Альбрехта Дюрера, Питера Пауля Рубенса, Саломона ван Рёйсдала и других.

## Сочинения Вольфганга Штехова
- Salomon van Ruysdael: eine Einführung in seine Kunst mit kritischen Katalog der Gemälde, Berlin, 1938
- Apollo and Daphne, Darmstadt, 1965
- Northern Renaissance Art, 1400—1600, Prentice-Hall, 1966; Northwestern University Press, 1989, ISBN 978-0-8101-0849-3
- Dutch Landscape Painting of the seventeenth Century, London, 1966; F. A. Praeger, New York, 1968
- Rubens and the classical tradition, Harvard University Press, 1968
- Pieter Bruegel the Elder, H. N. Abrams, 1969; Thames and Hudson, 1990, ISBN 978-0-500-08042-9
- Dürer in America: His Graphic Work, New York, 1971
- European Paintings Before 1500, Cleveland Museum of Art Catalogue of Paintings, 1974, ISBN 0-910386-19-6